# Hysterocladia roseicollis
Hysterocladia roseicollis is een vlinder uit de familie van de Megalopygidae. De wetenschappelijke naam van de soort is voor het eerst geldig gepubliceerd in 1914 door Dognin.